# Bard (Italië)
Bard is een gemeente in de Italiaanse regio Aostadal en telt 135 inwoners (31-12-2004). De oppervlakte bedraagt 3,0 km², de bevolkingsdichtheid is 45 inwoners per km².
De volgende frazioni (Frans: hameaux) maken deel uit van de gemeente: Albard-de-Bard, La Barmaz, Le Bourg, Le Chemin-de-Saint-Jean, Le Chesal, Le Corlet, La Cou, Coudrey, Le Crous, Le Fort, La Fumas, Hors-des-Portes, Jacquemet, Liéron, Lillaz, Nissert, Le Petit-Fort, Sainte-Anne, Saint-Jean, Valsourdaz.

## Demografie
Bard telt ongeveer 73 huishoudens. Het aantal inwoners daalde in de periode 1991-2001 met 13,7% volgens cijfers uit de tienjaarlijkse volkstellingen van ISTAT.
| Jaar | Inwoneraantal |
| ---- | ------------- |
| 1991 | 161           |
| 2001 | 139           |

## Geografie
De gemeente ligt op ongeveer 400 m boven zeeniveau.
Bard grenst aan de volgende gemeenten: Arnad, Donnas, Hône.

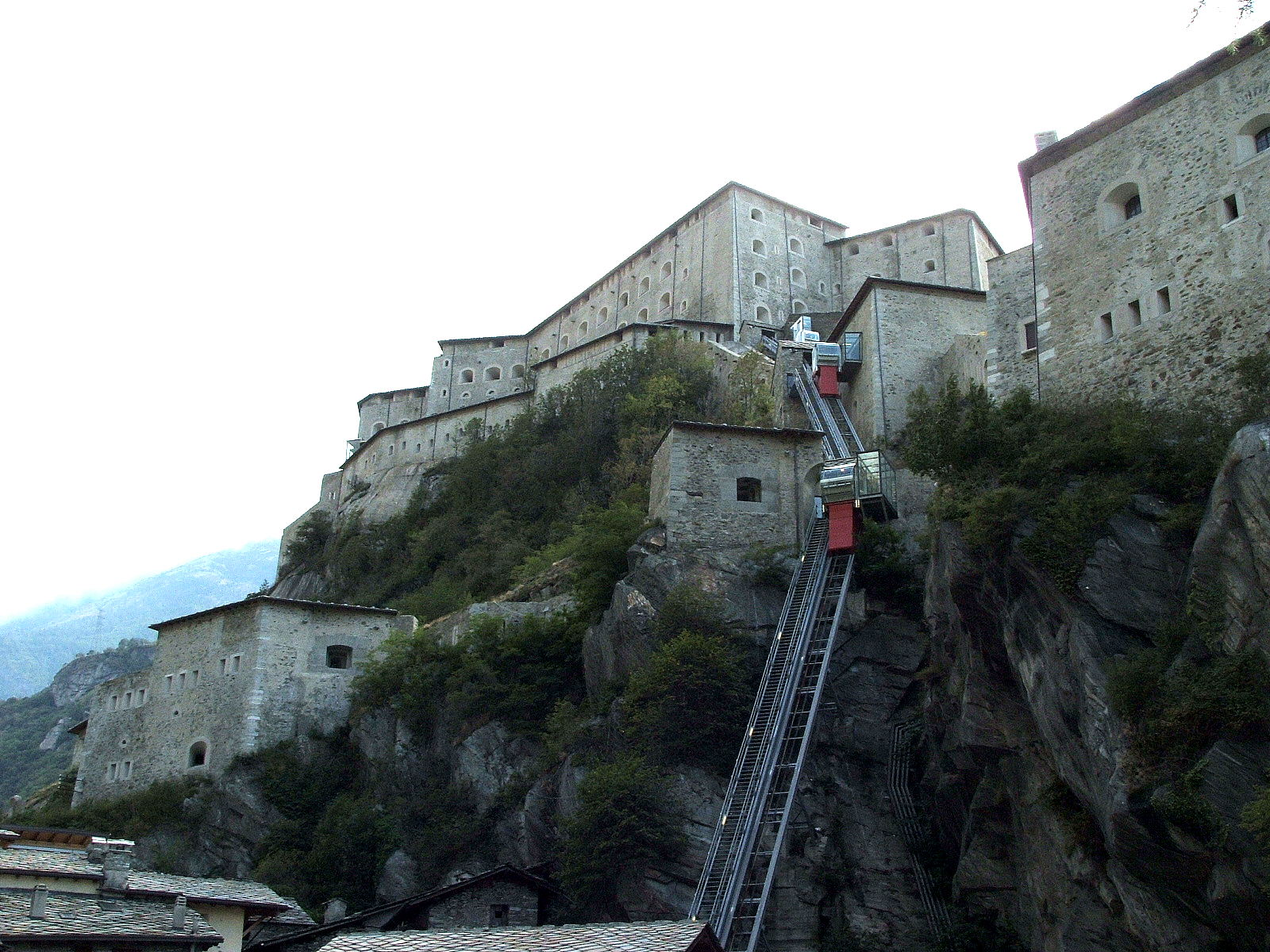
Fort van Bard
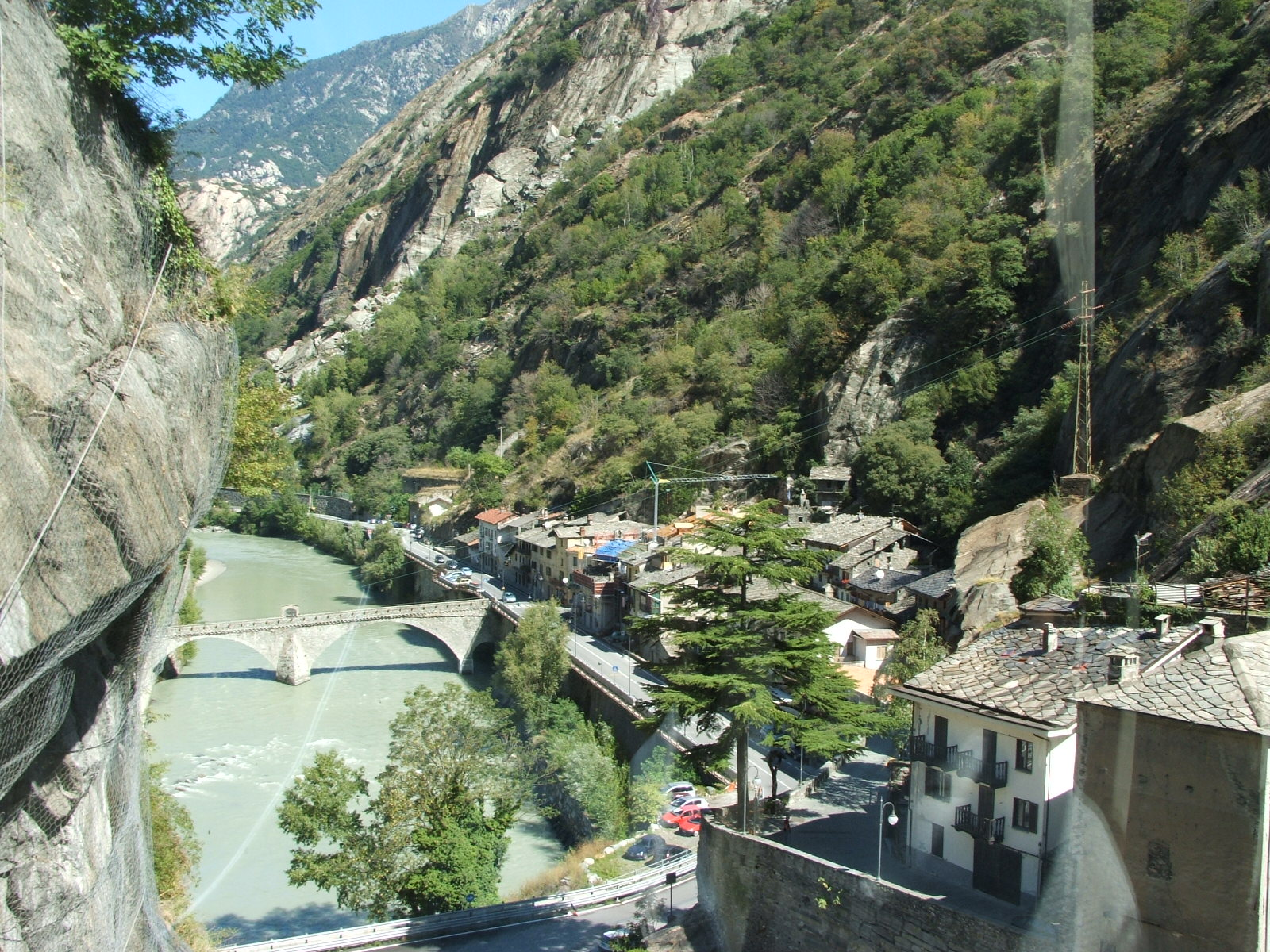
Uitzicht vanaf het fort van Bard
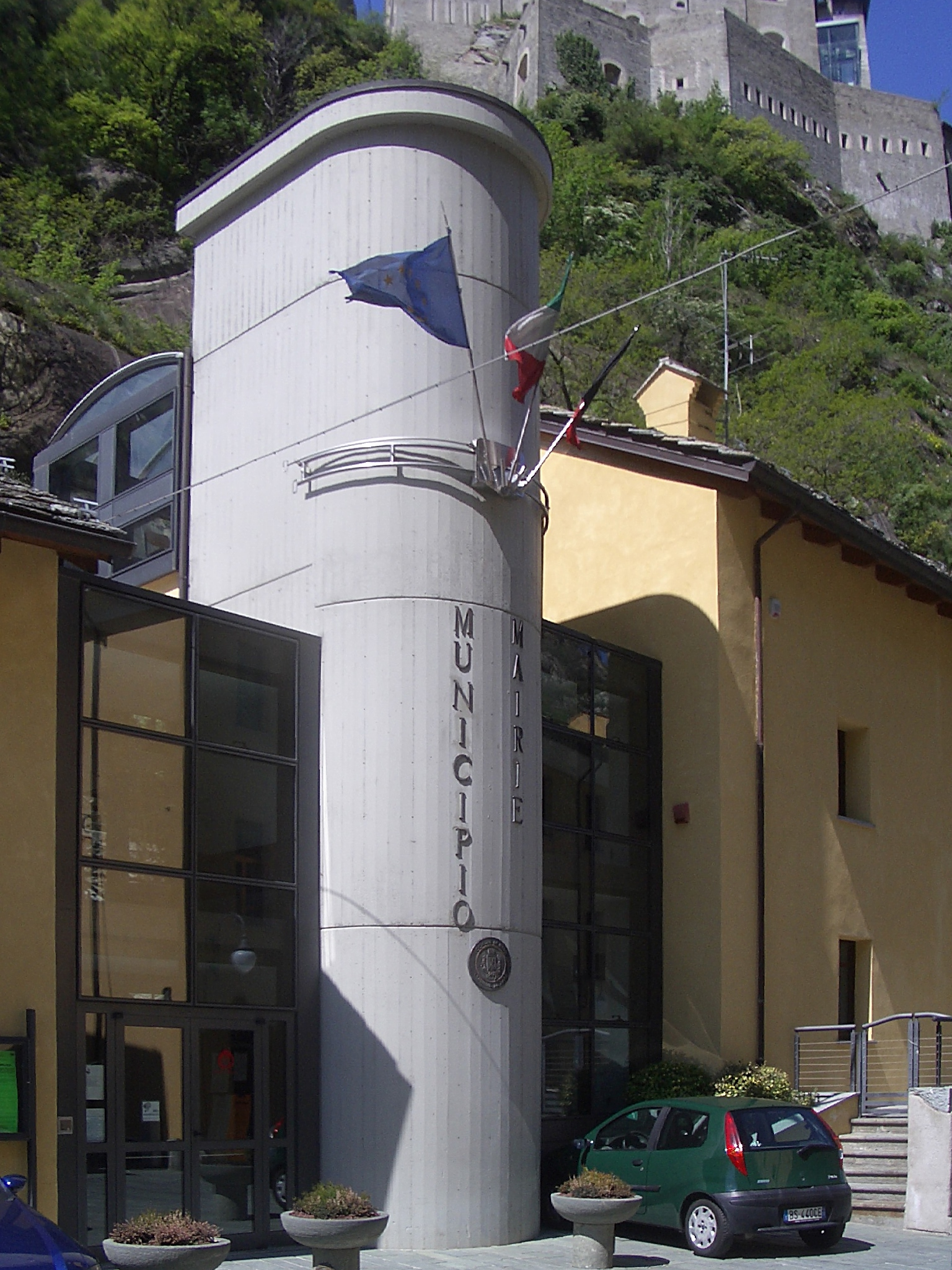
Gemeentehuis
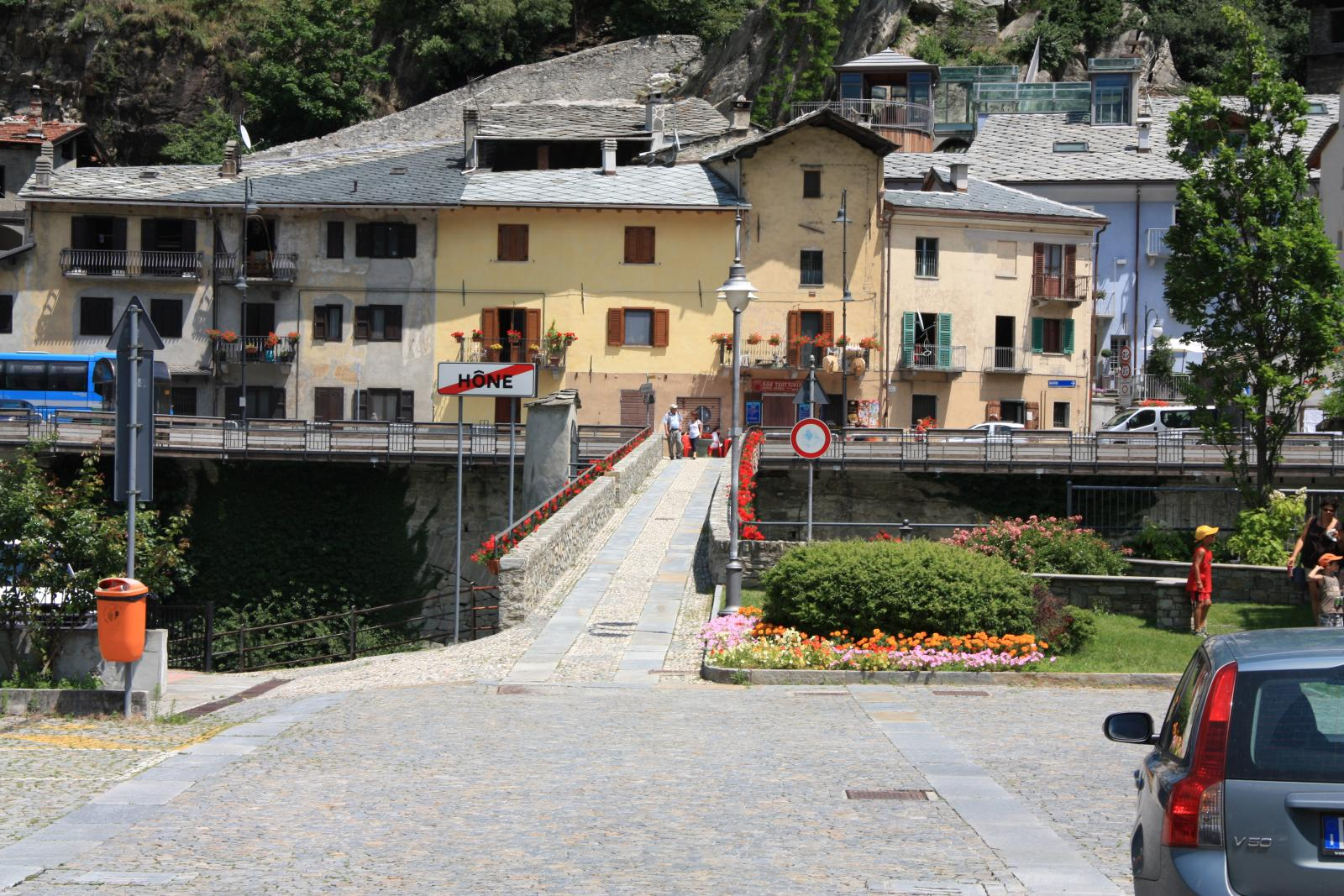
Bard
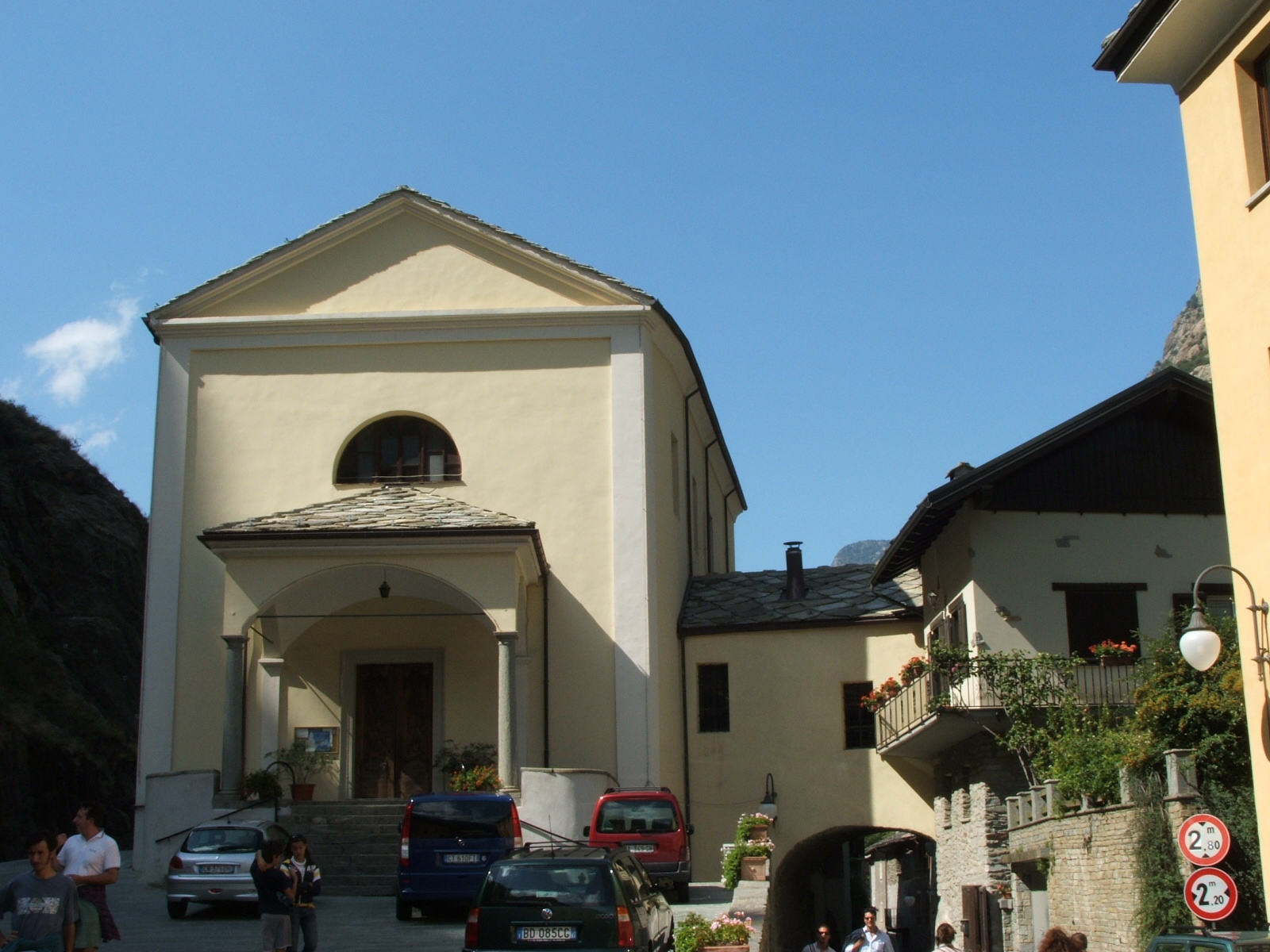
Kerk van Bard

Allein · Antey-Saint-André · Aosta / Aoste · Arnad · Arvier · Avise · Ayas · Aymavilles · Bard · Bionaz · Brissogne · Brusson · Challand-Saint-Anselme · Challand-Saint-Victor · Chambave · Chamois · Champdepraz · Champorcher · Charvensod · Châtillon · Cogne · Courmayeur · Donnas · Doues · Émarèse · Étroubles · Fontainemore · Fénis · Gaby · Gignod · Gressan · Gressoney-La-Trinité · Gressoney-Saint-Jean · Hône · Introd · Issime · Issogne · Jovençan · La Magdeleine · La Salle · La Thuile · Lillianes · Montjovet · Morgex · Nus · Ollomont · Oyace · Perloz · Pollein · Pont-Saint-Martin · Pontboset · Pontey · Pré-Saint-Didier · Quart · Rhêmes-Notre-Dame · Rhêmes-Saint-Georges · Roisan · Saint-Christophe · Saint-Denis · Saint-Marcel · Saint-Nicolas · Saint-Oyen · Saint-Pierre · Saint-Rhémy-en-Bosses · Saint-Vincent · Sarre · Torgnon · Valgrisenche · Valpelline · Valsavarenche · Valtournenche · Verrayes · Verrès · Villeneuve